# Municipio de Prairie Centre
El municipio de Prairie Centre (en inglés: Prairie Centre Township) es un municipio ubicado en el condado de Walsh en el estado estadounidense de Dakota del Norte. En el año 2010 tenía una población de 107 habitantes y una densidad poblacional de 1,14 personas por km².

## Geografía
El municipio de Prairie Centre se encuentra ubicado en las coordenadas 48°19′32″N 97°34′44″O / 48.32556, -97.57889. Según la Oficina del Censo de los Estados Unidos, el municipio tiene una superficie total de 93.72 km², de la cual 93,72 km² corresponden a tierra firme y (0 %) 0 km² es agua.

## Demografía
Según el censo de 2010, había 107 personas residiendo en el municipio de Prairie Centre. La densidad de población era de 1,14 hab./km². De los 107 habitantes, el municipio de Prairie Centre estaba compuesto por el 100 % blancos. Del total de la población el 3,74 % eran hispanos o latinos de cualquier raza.